# Anthurium macdanielii
Anthurium macdanielii är en kallaväxtart som beskrevs av Thomas Bernard Croat. Anthurium macdanielii ingår i släktet Anthurium och familjen kallaväxter. Inga underarter finns listade.